# Patrice Bollon
 (juillet 2023).
Si vous disposez d'ouvrages ou d'articles de référence ou si vous connaissez des sites web de qualité traitant du thème abordé ici, merci de compléter l'article en donnant les références utiles à sa vérifiabilité et en les liant à la section « Notes et références ».
Patrice Bollon est un journaliste, spécialisé dans la critique musicale, et auteur français.
Journaliste, il a fréquenté les rédactions de Libération, du Monde, de Paris Match, de L'Express, du Magazine littéraire, puis il a dirigé, au sein de Globe-Hebdo, la partie « culture ». Aujourd'hui, il partage son activité avec Le Figaro-Littéraire ainsi qu'avec la revue Marianne, tout en continuant, depuis deux ans, sa collaboration avec la Revue des deux Mondes. Parallèlement, il est l'auteur de six ouvrages.

## Publications
- Morale du masque, Seuil, 1990
- Cioran l'hérétique, Gallimard, 1997
- Esprit d'époque : Essai sur l'âme contemporaine et le conformisme naturel de nos sociétés, Seuil, 2002, 295 p. (ISBN 978-2-02-013367-8)
- Pigalle 1940-1960, Hoëbeke, 2004
- Manuel du contemporain, Seuil, 2007
- Kapital Kontrol : Les nouvelles servitudes volontaires, Paris, Anabet, 2009, 121 p. (ISBN 978-2-35266-035-4)